# Амфиарай (Софокл)
«Амфиарай» — пьеса древнегреческого драматурга Софокла (V век до н. э.) на тему фиванских мифов, текст которой почти полностью утрачен.
Главный герой пьесы — аргосский царь-прорицатель Амфиарай, которого Полиник и Эрифила против его воли склоняют принять участие в походе Семерых против Фив. Детали сюжета неизвестны, так как сохранились только три фрагмента с неясным смыслом: «Моллюск из хора этого пророка»; «От страха побледнел: сдавило сердце»; «Как быть умнее, учит рыбака // Плавник колючий». Нет надёжной информации и о жанре пьесы: некоторые античные источники называют её сатировской драмой, но антиковеды не понимают, как сатиры могли вписаться в трагический сюжет.